# Apothéose des héros français morts pour la patrie pendant la guerre de la Liberté
L'Apothéose des héros français morts pour la patrie pendant la guerre de la Liberté est un tableau peint par Anne-Louis Girodet en 1801. Cette œuvre représente les principaux généraux morts durant les guerres révolutionnaires, accueillis par Ossian dans le paradis d'Odin. L'œuvre commandée par les architectes Percier et Fontaine est destinée à décorer le grand salon du château de Malmaison. De par sa conception originale pour l'époque, qui se démarque du néo-classicisme, ce tableau représente l'un des premiers témoignages du romantisme pictural en France. Il fait toujours partie des collections du château.

## Historique
L'œuvre est commandée en 1801 pour la décoration du grand salon du château de Malmaison, avec un autre tableau sur le même sujet Ossian évoque les fantômes au son de la harpe, peint par François Gérard et qui en est le pendant. Sous l'Empire le prince Eugène de Beauharnais prend possession du tableau qu'il installe à Munich où il réside. La toile passe dans les mains des descendants du prince jusqu'à la mort du duc Georges Nikolaïevitch de Leuchtenberg en 1929. Le tableau est mis en vente en Suisse à Vevey, et est acquis par les musées nationaux en 1931 pour le prix de 80 000 francs, et retrouve les collections de Malmaison.

## Description
La scène représente le barde Ossian à la tête d'une armée de guerriers et d'ancêtres, vêtu de blanc avec une longue barbe, recevant plusieurs généraux français morts lors des campagnes militaires de la Révolution et du Consulat. Appuyé sur un bâton, son bras droit tient l'épaule de Desaix qu'il va embrasser. Aux côtés de Desaix dans le premier groupe se trouvent les généraux Kléber qui tient un trophée surmonté d'un casque antique, Marceau coiffé d'une toque de hussard, Caffarelli du Falga tenant un drapeau, derrière eux sont les généraux Dampierre, Dugommier, Hoche, Championnet et Joubert. En arrière-plan se trouvent La Tour d’Auvergne, les généraux Kilmaine, Marbot et Duphot. 
Au dessus des généraux plane la Victoire dépourvue de ses ailes, tenant des lauriers des feuilles d'olivier des palmes et un caducée au dessus est perché un coq. À gauche un aigle survole la scène. Aux pieds des personnages flottent de jeunes filles qui vont au devant des généraux, l'une d'elles joue de la harpe, d'autres offrent des couronnes.